# Tim McMillan
Pour les articles homonymes, voir McMillan.
Tim McMillan est un homme politique provincial canadien de la Saskatchewan. Il représente la circonscription de Lloydminster à titre de député du Parti saskatchewanais de 2007 à sa démission en septembre 2014.

## Biographie
McMillan introduit en automne 2009 un projet de loi privé pour protéger les poneys sauvages de la forêt de Bronson et qui sera amendé en décembre 2009.
En juin 2010, il entre au cabinet de Brad Wall à titre de ministre responsable de la Corporation des Investissements de la Couronne, de la Saskatchewan Government Insurance (en), de la Corporation des services informatifs et de l'Office de la Technologie de l'Information. En septembre 2010, il est nommé ministre responsable de la Saskatchewan Liquor and Gaming Authority (en).
En mai 2012, il est nommé ministre responsable de l'Énergie et des Ressources, de Tourisme Saskatchewan, du Commerce et de SaskEnergy (en).
En septembre 2014, McMillan quite la politique pour devenir président de la Canadian Association of Petroleum Producers.